# Uniform isomorfisme
In de topologie, een deelgebied van de wiskunde, is een uniform isomorfisme of uniform homeomorfisme een speciaal isomorfisme tussen uniforme ruimten dat uniforme eigenschappen respecteert. 

## Definitie
Een functie f tussen twee uniforme ruimten X en Y wordt een uniform isomorfisme genoemd als het voldoet aan de volgende eigenschappen
- f is een bijectie
- f is uniform continu
- de inverse functie f−1 is uniform continu

Als een uniform isomorfisme tussen twee uniforme ruimten bestaat worden deze ruimten uniform isomorf of uniform equivalent genoemd.

## Voorbeelden
De uniforme structuren die door equivalente normen worden opgelegd aan een vectorruimte zijn uniform isomorf.